# حکیم‌باشی

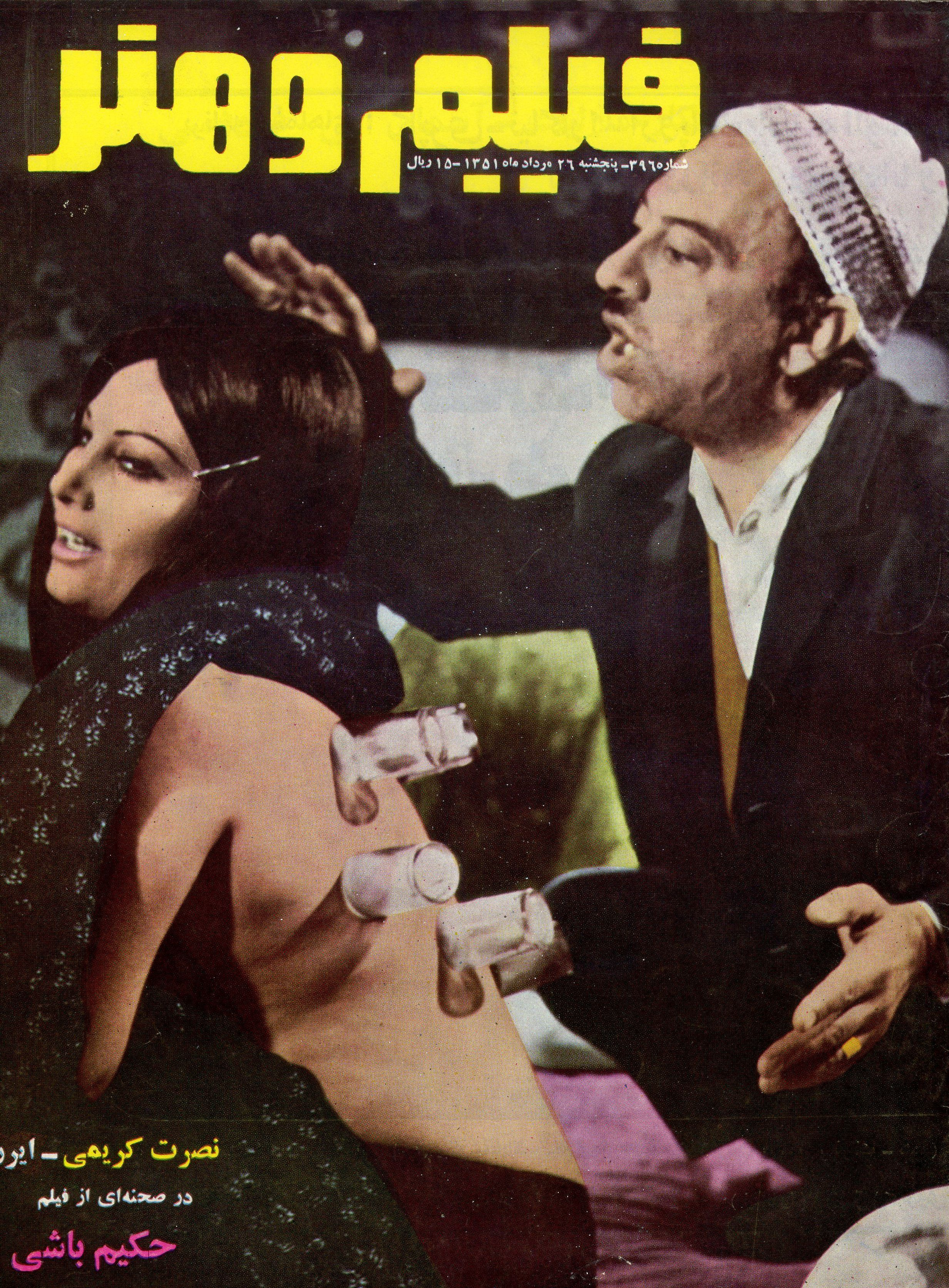
نصرت کریمی و ایرن در صحنه‌ای از فیلم حکیم‌باشی، پوستر منتشرشده بر روی جلد شمارهٔ ۳۹۶ مجلهٔ فیلم و هنر

حکیم‌باشی فیلمی به کارگردانی پرویز نوری و نویسندگی پرویز نوری، منوچهر جوانفر، جمال امید محصول سال ۱۳۵۱ است.

## خلاصه داستان
پزشکی (منوچهر والی‌زاده) برای طبابت وارد روستائی می‌شود و مرتضی خان حکیم باشی (نصرت الله کریمی) حضور او را مخل کار خود می‌داند. حکیم باشی و مباشرش رمضان (روح‌الله مفیدی) قصد دارند مردم را نسبت به پزشک بدبین کنند. مرتضی خان دخترش گلی (دلارام) را علیه پزشک وامی دارد، اما گلی به تدریج به پزشک انس می‌گیرد و پزشک از او خواستگاری می‌کند. کدخدا (رضا شفیع) خود را به تمارض می‌زند و وقتی پزشک از مداوای او عاجز می‌ماند حکیم باشی وانمود می‌کند که او را مداوا کرده تا مردم کماکان به او اعتقاد آورند. پزشک موضوع را با رئیس پاسگاه (میرمحمد تجدد) در میان می‌گذارد و آنها قصد جلب حکیم باشی را دارند؛ به ویژه این که گلی به دلیل مخالفت پدرش با ازدواج او و پزشک خودکشی کرده، اما نمرده است. حکیم که از درمان دخترش عاجز است دست به دامان پزشک می‌شود و پس از معالجه‌ی او رضایت می‌دهد که گلی با پزشک ازدواج کند. حکیم باشی پس از ازدواج با زن بیوه‌ای به نام انسیه (ایرن) فاش می‌کند که جادو و جنبل‌هایش اثر درمانی نداشته است.

## بازیگران
- نصرت کریمی
- ایرن زازیانس
- دیانا
- منوچهر والی‌زاده
- رضا شفیع
- روح‌الله مفیدی
- دلارام کشمیری